# Font de Teixonelles
La Font de Teixonelles és una font del terme municipal de Sarroca de Bellera (antic terme ribagorçà de Benés, del Pallars Jussà, dins del territori del poble de Sas.
Està situada a 1.782 m d'altitud, a l'extrem occidental del terme, al nord-est de Sas i al sud-est d'Erta, a prop del termenal amb el Pont de Suert (antic terme de Benés). És al vessant sud-oest del Tossal del Cogomar i de la Selva Escura.